# Thom Barry
Thom Barry (Cincinnati, Ohio, 6 de diciembre de 1950) es un actor estadounidense de cine y televisión. Es más conocido por interpretar al detective Will Jeffries en Cold Case desde su primer episodio en 2003 y al agente Bilkins en la saga Fast & Furious.

## Carrera
Barry nació en Cincinnati, Ohio. Comenzó su carrera como actor en la película Schemes (1994). Durante los años 1990 trabajó en otras películas como Congo (1995), The American President (1995), Independence Day (1996), Ghosts of Mississippi (1996), Air Force One (1997), Steel (1997), o Major League: Back to the Minors (1998), y trabajó en series como The Fresh Prince of Bel-Air (1990), Chicago Hope (1994), Babylon 5 (1994), o The Client (1995).
Más tarde trabajó en películas como Reglas de compromiso (2000), The Fast and the Furious (2001), y en su secuela, 2 Fast 2 Furious (2003).
Después de actuar durante su carrera realizando mayormente papeles pequeños o recurrentes en series y películas, en 2003 Barry consiguió su primer papel regular en la serie Cold Case, donde interpreta al detective Will Jeffries.
Aparece también, con la misma voz en español que en "Caso abierto", en Sex education (Netflix).

## Filmografía

### Películas
- Out of Darkness (TV, 1994)
- Schemes (1994)
- La carga del hombre blanco (1995)
- The American President (1995)
- Apolo 13 (1995)
- Congo (1995)
- Space Jam (1996)
- Independence Day (1996)
- Ghosts of Mississippi (1996)
- High School High (1996)
- Alien Nation: The Udara Legacy (TV, 1997)
- MouseHunt (1997, escenas eliminadas)
- Riot (1997)
- Air Force One (1997)
- Steel (1997)
- Major League: Back to the Minors (1998)
- Rules of Engagement (2000)
- The Expendables (TV, 2000)
- The Fast and the Furious (2001)
- The President's Man: A Line in the Sand (TV, 2002)
- 2 Fast 2 Furious (2003)
- Time Out (2004)
- The Mannsfield 12 (2007)
- Love... & Other 4 Letter Words (2007)

### Series de televisión
- The Fresh Prince of Bel-Air (1 episodio, 1995)
- Seinfeld (2 episodios, 1995)
- Space: Above and Beyond (1 episodio, 1995)
- Martin (1 episodio, 1995)
- Chicago Hope (1 episodio, 1995)
- Living Single (1 episodio, 1996)
- Dangerous Minds (1 episodio, 1996)
- Common Law (1 episodio, 1996)
- Babylon 5 (1 episodio, 1996)
- The Client (4 episodios, 1996)
- ER (1 episodio, 1996)
- The Incredible Hulk (2 episodios, 1996-1997)
- NYPD Blue (1 episodio, 1997)
- Soldier of Fortune, Inc. (1 episodio, 1997)
- Beyond Belief: Fact or Fiction (1 episodio, 1997)
- EZ Streets (1 episodio, 1997)
- Diagnosis Murder (2 episodios, 1997)
- Guys Like Us (1 episodio, 1998)
- Profiler (1 episodio, 1998)
- JAG (1 episodio, 1998)
- Martial Law (2 episodios, 1999)
- The Wild Thornberrys (2 episodios, 1999-2000)
- The West Wing (3 episodios, 1999-2003)
- The Practice (3 episodios, 1999-2003)
- Family Law (1 episodio, 2000)
- The Pretender (1 episodio, 2000)
- Get Real (1 episodio, 2000)
- The Education of Max Bickford (3 episodios, 2001)
- Without a Trace (1 episodio, 2002)
- Any Day Now (1 episodio, 2002)
- Cold Case (2003-2010)
- Curb Your Enthusiasm (1 episodio, 2004)
- Crash (3 episodios, 2008-2009)
- Outlaw (1 episodio, 2010)
- House M. D. (1 episodio, 2011)
- Grey's Anatomy (1 episodio, 2013)